# Mr. World 2016
Mr. World 2016 foi a 9ª edição do tradicional concurso de beleza masculina que tem como intuito selecionar dentre vários candidatos, o melhor, para que esta possa representar sua cultura e divulgar a causa social "beleza com propósito" ao redor do mundo.  O certame contou com a participação de quarenta e seis candidatos competindo pela faixa do até então detetor do título, o dinamarquês Nickłas Pedersen. O número de candidatos foi igual ao de dois anos antes. O evento se realizou no mês de Julho na cidade litorânea de Southport, perto de Liverpool.  A condução do evento ficou por conta da Miss Mundo 2013, Megan Young, o Mister Canada 2012 Frankie Cena e o Mister Inglaterra 2014 Jordan Williams.

## Resultados

### Colocações
| Posição                 | País e candidato |
| ----------------------- | --- |
| Vencedor                | - Índia - Rohit Khandelwal |
| 2º. Lugar               | - Porto Rico - Fernando Álvarez |
| 3º. Lugar               | - México - Aldo Esparza |
| Finalistas              | - Inglaterra - Christopher Bramell - Quênia - Kevin Owiti                                                                             |
| (TOP 10) Semifinalistas | - Brasil - Lucas Montandon - China - Chang Zhousheng - El Salvador - David Arias - Escócia - Tristan Harper - Polônia - Rafał Jonkisz |

### Ordem dos Anúncios
| 1. China 2. Polônia 3. Índia 4. Escócia 5. Inglaterra 6. Quênia 7. El Salvador 8. Brasil 9. Porto Rico 10. México | 1. México 2. Índia 3. Quênia 4. Porto Rico 5. Inglaterra |  |  |

## Jurados

### Final
1. Andrew Minarik, estilista;
2. Carina Tyrrell, Miss Inglaterra 2014
3. Francisco Escobar, Mister Mundo 2012;
4. Julia Morley, CEO do Miss Mundo e Mister Mundo;
5. Juan García Postigo, Mister Mundo 2007;
6. Donna Derby, coreógrafa e dançarina;

## Eventos Preliminares - Fitness

### Quadro de Grupos
| Vermelho                                                                | Verde                                                             | Amarelo                                                                 | Azul                                                                |
| ----------------------------------------------------------------------- | ----------------------------------------------------------------- | ----------------------------------------------------------------------- | ------------------------------------------------------------------- |
| - AFS - CAN - COS - GAN - GRE - IRN - JAP - MAL - NIC - QUE - SRI - SUE | - ALE - ARG - AUS - BUL - CUR - ELS - EUA - IND - NEP - NIG - GAL | - BOL - BRA - CHN - COR - DEN - GUA - HON - ITA - MLT - MDV - PAN - ROM | - ESC - ESP - FIL - FRA - ING - IRL - MEX - PER - POL - PUR - Suíça |

| Colocação               | País e Candidato |
| 1                       | Escócia - Tristan Harper |
| 2                       | Inglaterra - Christopher Bramell |
| 3                       | México - Aldo Esparza |
| (TOP 12) Semifinalistas | Costa Rica - Daniel Barrantes Irlanda do Norte - Paul Pritchard Japão - Yūki Satō Nicarágua - Austin Canda Suécia - Robin Mähler Alemanha - Oleg Justus Áustria - Fabian Kitzweger País de Gales - Joseph Street Dinamarca - Rasmus Pedersen |

| Colocação | País e Candidato                 |
| 1         | Inglaterra - Christopher Bramell |

| Colocação  | País e Candidato                                                         |
|            | Escócia - Tristan Harper                                                 |
| Finalistas | Alemanha - Oleg Justus Dinamarca - Rasmus Pedersen Suécia - Robin Mähler |

| Colocação | País e Candidato         |
|           | Escócia - Tristan Harper |

| Colocação  | País e Candidato                                                              |
|            | Inglaterra - Christopher Bramell                                              |
| Finalistas | Estados Unidos - Alexander Ouellet Malásia - Mohd Yusuf Panamá - Sergio Lopés |

| Colocação | País e Candidato         |
|           | Espanha - Ángel Martínez |

### Desafio Coletivo
Em um trabalho de jardinagem que gastaria uma semana ao profissional, os grupos fizeram em 1 hora. Os 45 candidatos reunidos em quatro grupos moveram cerca de dez toneladas de barris de reposição de canteiros de jardins de Southport. 

- Desafio das 10 toneladas:

| Colocação | Grupo                    |
| 1         | - Time Azul - Time Verde |
| 2         | - Time Amarelo           |
| 3         | - Time Vermelho          |

## Eventos Preliminares - Outros
| Colocação | País e Candidato          |
| 1         | - Polônia - Rafał Jonkisz |

| Colocação | País e Candidato          |
| 1         | - China - Chang Zhousheng |

| Colocação | País e Candidato           |
| 1         | - Índia - Rohit Khandelwal |

|                         |                            |
| Social Media Winner     | - Índia - Rohit Khandelwal |
| Team Video Presentation | - Time Azul                |
| MobStar People's Choice | - Polônia - Rafał Jonkisz  |

## Candidatos

### Confirmados
Um total de 46 candidatos disputaram o título este ano. Foram eles:
| País             | Candidato           | Idade | Altura | Origem           | Ref.   | Confirmados |
| ---------------- | ------------------- | ----- | ------ | ---------------- | ------ | ----------- |
| África do Sul    | Armand Du Plessis   | 27    | 1.82   | Roodepoort       | [ 6 ]  |             |
| Alemanha         | Oleg Justus         | 28    | 1.88   | Kiel             | [ 7 ]  |             |
| Argentina        | Robertino Benetta   | 27    | 1.94   | Santa Fé         | [ 8 ]  |             |
| Áustria          | Fabian Kitzweger    | 23    | 1.77   | Velm-Götzendorf  | [ 9 ]  |             |
| Bolívia          | Sebastian Molina    | 22    | 1.80   | Warnes           | [ 10 ] |             |
| Brasil           | Lucas Montandon     | 26    | 1.87   | Brasília         | [ 2 ]  |             |
| Bulgária         | Kaloyan Mihaylov    | 19    | 1.98   | Sófia            | [ 11 ] |             |
| Canadá           | Jinder Atwal        | 28    | 1.85   | Terrace          | [ 12 ] |             |
| China            | Chang Zhousheng     | 23    | 1.88   | Hainan           | [ 13 ] |             |
| Coreia do Sul    | Young Suk Seo       | 27    | 1.86   | Seul             | [ 14 ] |             |
| Costa Rica       | Daniel Barrantes    | 24    | 1.78   | Grecia           | [ 15 ] |             |
| Curaçao          | Danilo Juliet       | 20    | 1.89   | Willemstad       | [ 16 ] |             |
| Dinamarca        | Rasmus Pedersen     | 23    | 1.87   | Horsens          | [ 17 ] |             |
| El Salvador      | David Arias         | 28    | 1.83   | Ilobasco         | [ 18 ] |             |
| Escócia          | Tristan Harper      | 28    | 1.88   | Dundee           | [ 19 ] |             |
| Espanha          | Ángel Martínez      | 21    | 1.87   | Cartagena        | [ 20 ] |             |
| Estados Unidos   | Alexander Ouellet   | 22    | 1.85   | Norwell          | [ 21 ] |             |
| Filipinas        | Sam Ajdani          | 23    | 1.90   | Makati           | [ 22 ] |             |
| França           | Kévin Martin-Gadrat | 26    | 1.80   | Lyon             | [ 23 ] |             |
| Gana             | Selorm Tay          | 25    | 1.72   | Accra            | [ 24 ] |             |
| Grécia           | Iraklis Kozas       | 26    | 1.80   | Atenas           | [ 25 ] |             |
| Guadalupe        | Ludovic Letin       | 29    | 1.85   | Basse-Terre      | [ 26 ] |             |
| Honduras         | Enrique Bobadilla   | 28    | 1.80   | Tegucigalpa      | [ 27 ] |             |
| Índia            | Rohit Khandelwal    | 26    | 1.82   | Hyderabad        | [ 28 ] |             |
| Inglaterra       | Christopher Bramell | 23    | 1.85   | Liverpool        | [ 29 ] |             |
| Irlanda          | Darren King         | 27    | 1.88   | Athlone          | [ 30 ] |             |
| Irlanda do Norte | Paul Pritchard      | 26    | 1.84   | Ballymena        | [ 31 ] |             |
| Itália           | Federico Carta      | 25    | 1.87   | Carbonia         | [ 32 ] |             |
| Japão            | Yūki Satō           | 23    | 1.80   | Tóquio           | [ 33 ] |             |
| Malásia          | Mohd Yusuf          | 25    | 1.80   | Labuan           | [ 34 ] |             |
| Malta            | Timmy Puschkin      | 23    | 1.80   | Valeta           | [ 35 ] |             |
| México           | Aldo Esparza        | 26    | 1.85   | Jalisco          | [ 36 ] |             |
| Moldávia         | Anatolie Jalba      | 24    | 1.82   | Criuleni         | [ 37 ] |             |
| Nepal            | Ganesh Agarwal      | 29    | 1.82   | Kirtipur         | [ 38 ] |             |
| Nicarágua        | Austin Canda        | 26    | 1.83   | Managua          | [ 39 ] |             |
| Nigéria          | Michael Amilo       | 27    | 1.85   | Enugu Ukwu       | [ 40 ] |             |
| País de Gales    | Joseph Street       | 28    | 1.91   | Swansea          | [ 41 ] |             |
| Panamá           | Sergio Lopés        | 29    | 1.85   | Cidade do Panamá | [ 42 ] |             |
| Peru             | Alan Massa          | 24    | 1.84   | Lima             | [ 43 ] |             |
| Polônia          | Rafał Jonkisz       | 18    | 1.87   | Rzeszów          | [ 44 ] |             |
| Porto Rico       | Fernando Alvarez    | 21    | 1.83   | Coamo            | [ 45 ] |             |
| Quênia           | Kevin Owiti         | 20    | 1.78   | Nairobi          | [ 46 ] |             |
| Romênia          | Ion Garaba          | 23    | 1.82   | Basarabeasca     | [ 47 ] |             |
| Sri Lanca        | Jake Senaratne      | 22    | 1.85   | Colombo          | [ 48 ] |             |
| Suécia           | Robin Mähler        | 27    | 1.81   | Sollefteå        | [ 49 ] |             |
| Suíça            | Betim Morina        | 17    | 1.84   | Lausana          | [ 50 ] |             |

   Candidatos confirmados pelo site oficial e pela página oficial do evento no Facebook.

## Histórico
| - El Salvador - Nepal - Nicarágua - Austrália - Bahamas - Letônia - Líbano - Países Baixos - Paraguai - Rússia - Suazilândia - Turquia - Ucrânia | Competiu pela última vez em 2012: - Bulgária - Grécia - Honduras Competiu pela última vez em 2010: - Costa Rica - Estados Unidos - Malásia - Panamá - Quênia - Suécia Competiu pela última vez em 2003: - Escócia | - Camarões - Jean Daniel Siewe - Colômbia - David Ángel - Haiti - Mackendy Asmath - República Dominicana - Casey Sánchez - Venezuela - Renato Barabino - Japão - John Yamanouchi ► Yūki Satō |

## Crossovers
Candidatos em outros concursos internacionais:
| Mister Internacional - 2013: Panamá - Sergio Lopes - (Representando o Panamá em Jacarta, na Indonésia) - 2014: Colômbia - David Ángel (Top 15) - (Representando a Colômbia em Ansan, na Coreia do Sul) - 2015: Polônia - Rafał Jonkisz - (Representando a Polônia em Pasay, nas Filipinas) - 2015: Porto Rico - Fernando Alvarez (Top 10) - (Representando Porto Rico em Pasay, nas Filipinas) Manhunt Internacional - 2012: África do Sul - Armand du Plessis - (Representando a África do Sul em Bancoque, na Tailândia) Men Universe Model - 2015: França - Kévin Martin-Gadrat (Top 13) - (Representando a França em Punta Cana, na R. Dominicana) Mister Model International - 2013: Nicarágua - Edson Bonilla (6º. Lugar) - (Representando a Nicarágua em Santo Domingo, na R. Dominicana) - 2015: Peru - Alan Massa (Top 13) - (Representando o Peru em Miami, nos Estados Unidos) | Best Model of the World - 2014: Malta - Timmy Puschkin - (Representando Malta em Ancara, na Turquia) Mister Turismo Internacional - 2015: Dinamarca - Rasmus Pedersen (3º. Lugar) - (Representando a Dinamarca na Cidade do Panamá, no Panamá) Mr. Real Universe - 2015: El Salvador - David Arias (Top 13) - (Representando El Salvador em Guaiaquil, no Equador) Mr Universal Ambassador - 2015: Malásia - Mohd Yusuf - (Representando a Malásia em Surabaya, na Indonésia) Mister Pancontinental - 2015: Malásia - Mohd Yusuf (2º. Lugar) - (Representando a Malásia em Manila, nas Filipinas) |